# قلعه‌بویون (کلبجر)
قلعه‌بویون (به لاتین: Qalaboyun) یک منطقهٔ مسکونی در جمهوری آذربایجان است که در شهرستان کلبجر واقع شده‌است.